# Ruy Ramos
Ruy Ramos (Rio de Janeiro, 9 de febrer de 1957) és un exfutbolista brasiler, nacionalitzat japonès. És un dels jugadors històrics del Verdy Kawasaky (actual Tokyo Verdy), on va jugar entre 1977 i 1998. Va disputar 32 partits amb la selecció nipona, amb la que es va proclamar campió d'Àsia el 1992.

## Palmarès

### Verdy Kawasaki
- Lliga de Campions de l'AFC: 1987-88
- Lliga japonesa de futbol: 1983, 1984, 1986-87, 1990-91, 1991-92, 1993, 1994
- Copa de la Lliga del Japó: 1979, 1985, 1991
- Copa de l'Emperador: 1984, 1986, 1987
- Supercopa Japonesa: 1994, 1995

### Selecció japonesa
- Copa d'Àsia: 1992